# ネメシス (人工衛星)
ネメシス（英：Nemesis）は、アメリカ国家安全保障局 (National Security Agency：NSA) が運用中の、アメリカ合衆国のシギント(信号諜報)偵察衛星(スパイ衛星)のシリーズであり、ネメシス1(USA-207、通称PAN)とネメシス2(USA-257、通称CLIO)の2基の配備が確認されている。
静止軌道上に配備され、静止軌道上の他国の通信衛星の近くに忍び寄って、地上の地球局からの通信電波を傍受するFORNSAT(Foreign Satellite)と呼ばれる諜報活動を行っている。
同じく静止軌道上でシギント活動を行っている発展型オリオン(メンター)シリーズの衛星は、地上間の通信を直接衛星で傍受するOVERHEADと呼ばれる諜報活動を行うために、直径100mを超える巨大な受信アンテナを有しているが、ネメシス衛星は通信衛星の近くに忍び寄り、通信衛星に向けられた地上からの比較的電力の大きな電波を横取りすることが可能なため、受信アンテナは通常の通信衛星のものと同程度の大きさである。その代わり高い機動性を持っており、ターゲットとなる通信衛星を頻繁に変えて忍び寄るマニューバーを行っていることがアマチュア観測者達によって確認されている
。

## 正体判明までの経緯

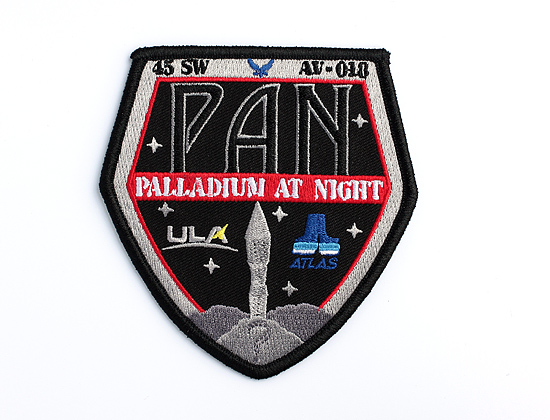
USA-207のミッション・パッチ

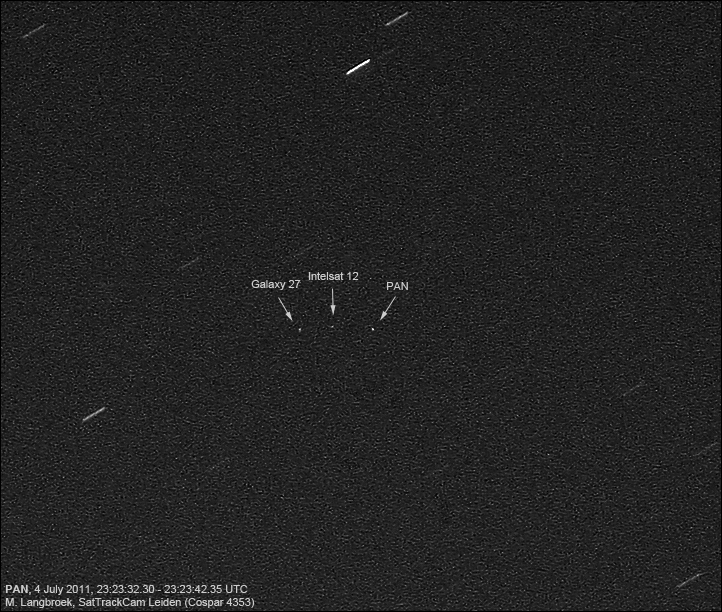
静止軌道上で2基の商用静止衛星に忍び寄り、通信情報を盗取している PAN (USA-207)。2011年7月4日撮影 (photo: Marco Langbroek, Leiden, the Netherlands)

後にネメシス1と同定されることになる、アメリカ合衆国の機密衛星USA-207は、2009年9月8日にアトラス V 401 ロケットを用いて、ケープカナベラル空軍基地から打上げられた。
打上げロケットの静止軌道への衛星投入能力から考えて、衛星の質量は最大で 4950 kgと推定された。
この衛星の名称がPANであること、ロッキード・マーティン社により製造され、衛星バスは同社の通信衛星用のA2100を用いていること、以前から存在が明らかにされている同社のP360として知られているプロジェクトと同じものであることなどは、打上げ前後のロッキード・マーティン社のニュースリリースなどで明らかになっていた

。
しかし、アメリカ国家偵察局 (NRO)を含め、アメリカ政府のどの機関に所属するかは公表されていなかった。これは異例のことであり、NROL番号も割り振られていない。
打上げの翌日に、米空軍宇宙軍団 (Air Force Space Command)はニュースリリースにおいて、この衛星の名称がPANであることを正式に確認し、用途は通信衛星であると説明しているが、所属機関や、さらに詳細な用途・目的は公表しなかった
。
打上げ前にミッション・パッチが公開されているが、これには"PAN・Palladium At Night"という意味不明のロゴと、ユナイテッド・ローンチ・アライアンス社とアトラスロケットのロゴ、第45航空団 (45th Space Wing)を表す「45 SW」の文字、そしてフライトナンバーが記載されているだけであった。
PANは、"Palladium At Night"の略号だとされているが、これは無意味なフレーズであり、衛星の正式名称が本当にPANなのか、疑念を抱かせるものであった。
これらは衛星の正式名称(もしあるなら)を詮索させないように一般人に与えられたディスインフォメーションではないかと考えられたが(「名前をつけてね」“pick a name.”の略ではないかというジョークも流布された)、結局これ以上の情報は与えられることはなかったため、PANの名称で落ち着くことになった。
衛星の正式名称、目的が不明なまま、アマチュア観測者達はPANの行動を追跡し、その静止軌道における尋常ではない行動を観測して、さらに困惑を深めていった。
アマチュア観測者の間では、対テロ戦争における中東(特にイエメン)でのドローンを用いたターゲッティッド・キリングの実施時期と、PANの活動が活発になる時期が符合する傾向があることが指摘され、PANはドローンのコントロール専用の通信衛星ではないかとの推測がかなり有力な説として注目されていた。これは衛星バスが通信衛星用のA2100であるという公表情報とも符合するものであった。PANがシギント衛星ではないかという見方もアマチュア観測者の間では有ったが、軍事行動の足を引っ張る恐れがあったので、このアイデアは少人数のサークルの中でのみ共有され、公表されることはなかった。
一方、NEMESIS という名称のシギント衛星の存在が、最初に一般に明らかにされたのは、エドワード・スノーデンが2013年8月に暴露した米国政府の諜報プログラムの2013会計年度予算の米国議会への予算説明書 (National Intelligence Program - FY 2013 Congressional Budget Justification) の中であった。
この資料中の予算一覧表の高高度シギント衛星の項(p167)では、「NEMESIS 2」という名称の衛星の2011会計年度の予算が計上されていたが、この時点では NEMESIS 2 がアマチュア観測者達が把握しているUSA衛星のどれに該当するか、その任務は何なのか(発展型オリオン(メンター)衛星とは何が異なるのか)、「NEMESIS 1」は存在するのか、など不明な点が多数あった。この段階では、アマチュア観測者達の間でも、PANとNEMESISを結びつけるアイデアは無かった。少なくとも、2009年に打上げられたPANの予算が2011年度予算に計上されているはずは無いので、PANがNEMESIS 2では有り得なかった。
後にネメシス2と同定されることになる、アメリカ合衆国の機密衛星USA-257は、PANの打上げから5年以上経過した2014年9月17日に、同じくケープカナベラル空軍基地から打上げられた

。
この衛星が、CLIOという名称であること、およびPANと次のような類似点があることは、ロッキード・マーティン社のニュースリリースなどで打上げ前から明らかになっていた

。
- ロッキード・マーティン社により製造され、衛星バスはA2100である。
- 打上げロケットはPANと同じくアトラス V 401 である。
- 静止軌道に投入。
- 米国のどの政府機関に所属するのかは公表されない。NROL番号も割り振られていない。

これらの類似点から、アマチュア観測者達はこの衛星はPANに類似した任務と機能を有すると予測していた。
以上のような様々の疑問に対して、2016年9月6日にザ・インターセプトに掲載された、やはりエドワード・スノーデンがリークした一連の秘密資料によって突然真相が明らかにされ、PANがネメシス1であり、CLIOがネメシス2であることがこれらの資料により確認された

。
特に、"NSA SIDToday: (S//SI//REL TO USA, FVYE) Two New Collection Assets to Greatly Expand MHS Target Coverage - January 2009" という題名の資料は、NSAの職員向けの内部ジャーナルであるが、新しくORION衛星(メンター)とNEMESIS衛星の各々1基が、イギリスに置かれた米英共同運用施設である英空軍メンウィズヒル局 (RAF Menwith Hill Station：MHS) というスパイ衛星の運用局の制御下に置かれることを紹介する内容である。
この中で、「現在のところ、2009年4月11日に打上げ予定の衛星はFORNSAT、つまり商用静止衛星へのアップリンク信号を傍受する予定である。」と述べ、衛星バスA2100を用いた衛星のイメージイラストが添付されており、この衛星がPANに該当すること、およびその正式名称がNEMESISであることは間違いないと考えられる(実際にはPANの打上げは2009年9月8日であったが、複数回打上げが延期されたことがロッキード・マーティン社のニュースリリースでアナウンスされているので矛盾は無いと思われる)。

また、これらの資料から、実際にはPANおよびCLIOは通信衛星ではなかったが、ターゲッティッド・キリングの実施時期と、PANのマニューバーの時期が符合する傾向があるという指摘は、全く的外れというわけではなかったことが明らかになった。ネメシス1および2は、ターゲットにされたテロ組織の幹部等の動向を通信記録などから追跡し、ターゲットが現在どの位置に居るかを特定し(GHOSTHUNTER作戦)、その情報をドローン操縦者に提供する役割を持っていた。
GHOSTHUNTER作戦においては、前述の英空軍メンウィズヒル局が、メンター4衛星とネメシス1衛星を含むスパイ衛星の運用を担当し、収集された情報の分析においても、中心的な役割を果たしていたことも暴露されている。